# August Gremli
August Gremli, född 15 mars 1833 i Kreuzlingen, död 30 mars 1899, var en schweizisk läkare och botaniker.
Auktorsnamnet Gremli kan användas för August Gremli i samband med ett vetenskapligt namn inom botaniken; se Wikipediaartiklar som länkar till auktorsnamnet.